# Седмина (филм)
„Седмина” (Pozdravi Marijo) је југословенски и словеначки филм први пут приказан 3. марта 1969. године. Режирао га је Матјаж Клопчич који је заједно са Бено Зупанчићем написао и сценарио.

## Улоге
| Глумац           | Улога           |
| ---------------- | --------------- |
| Раде Шербеџија   | Нико            |
| Снежана Никшић   | Марија          |
| Милена Дравић    | Филомена        |
| Мирко Богатај    | Попа            |
| Реља Башић       | Карло Гаспароне |
| Тоне Слодњак     | Тигер           |
| Макс Бајц        |                 |
| Марјан Бенедичић |                 |
| Тоне Гогала      |                 |
| Винко Храстељ    |                 |
| Славко Јан       |                 |
| Тоне Кунтнер     |                 |

Остале улоге  ▼
| Глумац         | Улога |
| -------------- | ----- |
| Бранко Миклавц |       |
| Марко Николић  |       |
| Душа Почкај    |       |
| Радко Полич    |       |
| Владимир Сау   |       |
| Мајда Сепе     |       |
| Стане Север    |       |
| Ружица Сокић   | Ана   |
| Франц Урсич    |       |
| Милена Зинауер |       |